# Бугарой
Бугарой (рос. Бугарой) — село у Ітум-Калінському районі Чечні Російської Федерації.
Населення становить 377 осіб (2019). Входить до складу муніципального утворення Бугаройське сільське поселення.

## Історія
Згідно із законом від 14 липня 2008 року органом місцевого самоврядування є Бугаройське сільське поселення.

## Населення
| 1990 | 2002 | 2010 | 2012 | 2013 | 2014 | 2015 |
| ---- | ---- | ---- | ---- | ---- | ---- | ---- |
| 195  | ↘181 | ↗303 | ↗320 | ↗333 | ↗346 | ↗361 |
| 2016 | 2017 | 2018 | 2019 |      |      |      |
| ↗371 | ↗376 | ↗381 | ↘377 |      |      |      |